# Bijelo dugme
Bijelo dugme je jedna od najpoznatijih rock grupa bivše Jugoslavije, osnovana u Sarajevu 1974. godine. Iako mladi, članovi grupe su bili već iskusni glazbenici. Sastav aktivno djeluje 1974. – 1989. i u tom vremenskom razdoblju objavljuju petnaestak albuma, uz nekoliko kompilacija i mnogobrojne singlove. Početkom 2005. godine je najavljeno ponovno okupljanje Bijelog dugmeta i u lipnju oni održavaju svega tri povratnička koncerta, u Sarajevu, Zagrebu i Beogradu pred ukupno više od dvjesto tisuća gledatelja.

## Osnivanje grupe
Goran Bregović, skladatelj i gitarist rođen je 22. ožujka 1950. godine u Sarajevu. U djetinjstvu nije pokazivao osobito zanimanje za svirku, pa je izbačen iz niže muzičke škole. Stvari su se promijenile kad mu majka kupuje prvu gitaru – počinje naporno vježbati i već u osnovnoj školi osniva prvi sastav.
Željko Bebek, rođen 16. prosinca 1945. godine u Sarajevu, pjevao je u grupi Kodeksi, jednom od poznatijih sarajevskih sastava tog vremena. Na jednom je koncertu Bebek zapazio Bregovića i preporučio ga kolegama iz grupe.
U ljeto 1969. godine Kodeksi odlaze na tezgu u dubrovački Splendid bar gdje sviraju klasičan ljetni repertoar za turiste. Usput od Talijana Renata Pacifika dobivaju ponudu da sviraju u njegovu klubu u Napulju. Uoči isteka prvog dvomjesečnog ugovora Bregović prvi put prelazi na solo gitaru. Kao basista angažiran je Zoran Redžić koji je u to vrijeme svirao u sastavu Čičci. Zoran je doveo i kolegu iz grupe, bubnjara Milića Vukašinovića. Kada su se sva četvorica našla na okupu, stvari su krenule u sasvim drugom pravcu. Kodeksi su do tog trenutka sasvim solidno živjeli, svirali su u dva kluba, držali se komercijalnog repertoara i stekli redovnu publiku. Milić Vukašinović ih inficira Led Zeppelinima i Black Sabbathom, pa dva tjedna po njegovom dolasku, dobivaju otkaz na svim mjestima gdje su svirali. U Napulju jedva preživljavaju, a nakon žestoke svađe s ostatkom grupe Bebek se vraća u Sarajevo. Ostala trojica nastavljaju nastupati kao Mića, Goran i Zoran. Krajem godine po njih dolaze Goranova majka i Zoranov brat Fadil i vraćaju ih kući.
Bregović upisuje Filozofski fakultet, a u jesen 1971. godine gitarist Ismet Arnautalić ga poziva da formiraju grupu Jutro u kojoj su se našli i Zoran Redžić, bubnjar Gordan Matrak i pjevač Zlatko Hodnik. U Jutru se Bregović prvi put ogleda kao kompozitor. Iako punih godinu dana nije razgovarao s Bebekom, kada su početkom 1972. godine dobili termine u studiju, ipak poziva starog pjevača. Snimili su pjesmu "Patim, evo deset dana" koja se pojavila na B-strani singla grupe Jutro, dok je A-stranu je zauzela danas zaboravljena "Ostajem tebi". Pjesmu "Patim evo deset dana" Bregović je kasnije uvrstio na prvi album Bijelog dugmeta. Odmah po snimanju singla, Bebek je otišao u vojsku, ali su ostali čekali njegov povratak.
Za vrijeme Bebekova boravka na odsustvu snimili su još četiri pjesme: "Kad bi bio bijelo dugme", "U subotu mala", "Na vrh brda vrba mrda" i "Hop-cup" od kojih su se prve dvije, početkom 1973. godine pojavile na singlu. Nezadovoljan pravcem kojim se Jutro kreće, Ismet Arnautalić ih je napustio krajem 1972. godine i sa sobom odnio pravo na ime grupe. Oko tog autorstva su se natezali tijekom 1973. godine, a tada su grupi pristupili bubnjar Goran Ipe Ivandić, koji je prije toga svirao u sastavu Rok, te klavijaturista Vlado Pravdić koji je stigao iz Indexa. Za novo ime su se odlučili relativno lako. Budući da je u Ljubljani već djelovao sastav pod imenom Jutro, a publika ih je znala po pjesmi "Kad bi bio bijelo dugme", grupa je 1. siječnja 1974. godine službeno nazvana Bijelo dugme.

## 1974. – 1975.
Nove snimke "Top" i "Ove ću noći naći blues" ponudili su upravo osnovanom sarajevskom Diskotonu. Tadašnji glazbeni urednik Slobodan Vujović ih je odbio uz objašnjenje da su pretrpani i da će morati čekati bar pola godine do objavljivanja singla. Nestrpljivi, istog dana su potpisali petogodišnji ugovor s Jugotonom, a loša procjena Diskotona predstavlja najveći poslovni neuspjeh u povijesti jugoslavenske diskografije. Sljedeći singl s pjesmama "Glavni junak jedne knjige" i "Bila mama Kukunka, bio tata Taranta" gotovo istovremeno su te 1974. godine objavili Jugoton i Diskoton jer je Bregović, suprotno uobičajenim pravilima poslovanja, potpisao i s Diskotonom ugovor za singl. Prvi veći nastup imali su na Boom festivalu u Ljubljani 10. svibnja 1974. godine kada su predstavljeni kao nove nade. Tog ljeta su svirali u hotelu Croatia u Cavtatu i  
pripremili materijal za prvi album. Treći singl s pjesmama "Da sam pekar" i "Selma" objavljuju 30. kolovoza 1974. godine i on predstavlja prijelomni trenutak njihove karijere. Obje ih 
pjesme izbacuju u prvi plan i predstavljaju istinski početak onog što će kasnije postati dugmetomanija.
Tijekom rujna sviraju kao predgrupa Jugoslavenskoj pop selekciji Tihomira Asanovića, a sljedećeg mjeseca u ljubljanskom studiju Akademik za dvadesetak dana snimaju prvi album Kad bi bio bijelo dugme koji je objavljen već krajem studenog. U to vrijeme rade s agilnim zagrebačkim menadžerom Vladimirom Mihaljekom i on im organizira svirku u Sarajevu na oproštajnom koncertu Korni grupe. Petnaest tisuća okupljenih ljudi dočekalo ih je s oduševljenjem. Debitantski album od samog je početka imao odličnu prodaju. Zapakiran u provokativan omot Dragana S. Stefanovića koji će i ubuduće dizajnirati njihove ploče, album je donio seriju dopadljivih pjesama koje je zagrebački novinar Dražen Vrdoljak nazvao pastirski rock. Ipak, pjesma "Ne spavaj mala moja muzika dok svira" označava početak priča o Bregovićevoj sklonosti plagijatima, jer je u njoj primjetan utjecaj Berryjeve skladbe "Rock n Roll Music". Za snimanje druge ploče povukli su se u selo Borike u istočnoj Bosni i počeli pripremati novi album,
 koji je morao potvrditi kako prvi uspjeh nije bio slučajan. Album Šta bi dao da si na mom mjestu sniman je tijekom studenog 1975. godine u slavnom londonskom tonskom studiju Georgea Martina, producenta Beatlesa, Air Recording Studios s engleskim producentom Neilom Harrisonom, inače tada producentom grupe Cockney Rebel. Snimanje im je organizirao i nadgledao glazbeni urednik Jugotona Veljko Despot. Bas gitaru je svirao Željko Bebek, jer je Zoran Redžić uoči snimanja teško povrijedio prst lijeve ruke. Tekst za naslovnu pjesmu napisao je Duško Trifunović, a autor ostalog materijala bio je Bregović. Ogroman je hit bila pjesma "Tako ti je, mala moja, kad ljubi Bosanac", a sjajno su prošle i "Došao sam da ti kažem da odlazim", "Ne gledaj me tako i ne ljubi me više", te naslovna skladba. Urednik izdanja bio je Veljko Despot. Ploča iznimno raskošna omota prodala se u tiražu većem od 200 000 primjeraka, pa je zbog njih Jugoton izmislio dijamantu ploču, jer su prvi dostigli tako visoke tiraže. U Sarajevu ih je gledalo 15 000 ljudi, a u Beogradu su tri puta prodali dvoranu Pionir što prije njih nitko nije uspio. Dugmemanija je uzela pun zamah.

## 1976. – 1979.
Početkom 1976. godine odlaze u SAD. Tamo su snimili Ivandićev singl s pjesmama "Džambo" i "Vatra", te Bebekov s pjesmama "Milovan" i "Goodbye, Amerika". U lipnju članovi grupe odlaze na radnu akciju Kozara 76 što je bio vješt Bregovićev odgovor na sve kritike o prozapadnoj orijentaciji. Početkom jeseni u JNA su otišli Ipe Ivandić i Vlado Pravdić, a na njihova mjesta su regrutirani Milić Vukašinović iz Indexa, dok je prelazak Laze Ristovskog iz grupe Smak odjeknuo kao nogometni transfer. Treći su album opet pripremali u Borikama. Ploča se trebala zvati Sve se dijeli na dvoje, na tvoje i moje po pjesmi Duška Trifunović. Bregović nije stigao napraviti muziku, pa je smislio naslov  Hoću bar jednom da budem blesav.  To nije odgovaralo Jugotonu pa je nađena kompromisna varijanta naslova Eto! Baš hoću! I ovaj album je sniman u Air studiju u Londonu u organizaciji Veljka Despota, producenta Neila Harrisona, a bas-gitaru još je jednom svirao Bebek. Album je objavljen 20. prosinca 1976. godine. Urednik izdanja ponovo je bio Veljko Despot. Na ploči se našla ambiciozna balada "Sanjao sam noćas da te nemam", kao i "Loše vino" Arsena Dedića, jednostavna "Ništa mudro", koja je mnoge podsjetila na "It's Only Rock N Roll" Rolling Stonessa, te folklorom inspirirane "Slatko li je ljubit tajno" i "Dede, bona, sjeti se, de, tako ti svega".
Jugoslavenska turneja nije tekla glatko. Koncerte su pratili mnogi tehnički problemi, odaziv publike bio je manji, a svađe unutar sastava vrlo žestoke. Nakon prekida turneje po jadranskoj obali izgledalo je kako su pred raspadom. Otkazani su koncerti u Zagrebu i Ljubljani na kojima su trebali snimati album uživo. Kritike koncerata su bile suzdržane i grupi je prvi put poslije četiri godine krenulo slabije. Trebalo je smisliti nešto veliko. Po ideji novinara Petra Popovića odlučeno je da 28. kolovoza 1977. godine, kao oproštaj pred Bregovićev odlazak u JNA, održe besplatan koncert kod beogradske Hajdučke česme. Posjeta je nadmašila sve planove organizatora. Procjene su se kretale od 70 000 do 100 000, no to je u svakom slučaju bio najveći skup poklonika u dotadašnjoj povijesti domaćoj rock glazbe. Poslije nekoliko predgrupa na pozornicu je izašlo Bijelo dugme, odsviralo uspješan koncert i izašlo iz krize. Kasnije se pokazalo da snimka nastupa tehnički niije dobra, pa su 25. listopada iste godine u sali Đuro Đaković u Sarajevu odradili još jedan nastup. Ti su snimci uvršteni su na album Koncert kod Hajdučke česme. Naslov je djelomično opravdan jer su za ploču koristili reakciju publike kod Hajdučke česme.
Po završetku miksanja koncertne ploče, Bregović je otišao u vojsku u Niš. Bila je to pauza za grupu, ali ne i za njene članove. Željko Bebek je objavio solo album Skoro da smo isti i naišao na loše kritike i slab prijem publike. Laza i Ipe su snimili album Stižemo i uz dosta teških riječi, oprostili se od Bijelog dugmeta. Pokazalo se međutim da ne stižu nigdje – Ipe Ivandić je uhićen zbog posjedovanja 3 kg hašiša i osuđen na tri godine zatvora. U jesen 1978. godine Bijelo dugme pojačano novim članom, bubnjarom Điđijem Jankelićem i povratnikom Vladom Pravdićem okupilja se u Niškoj Banji gde započinju pripreme za novu ploču. U Studio 5 Radio Beograda ušli su početkom siječnja sljedeće godine. Objavljivanje albuma Bitanga i princeza pratio je niz cenzorskih intervencija Jugotona. Omot Dragana S. Stefanovića na kojem ženska noga udara muško međunožje ocijenjen je vulgarnim i glatko odbijen. Iz pjesme "Ala je glupo zaboravit njen broj" izbačena je psovka Koji mi je moj, dok je iz ključne balade "Sve će to, mila moja, prekriti ružmarin, snjegovi i šaš", stih A Hrist je bio kopile i jad promijenjen je u A on je bio kopile i jad. Unakažena bezličnim omotom Jugotonovog dizajnera, ploča se pojavila sredinom ožujka 1979. godine i doživjela jednoglasne ovacije publike i kritike. Urbana i potpuno lišena folk utjecaja, donijela je pored navedenih i pjesme "Na zadnjem sjedištu mog auta", "Bitanga i princeza" i emotivne balade "Kad zaboraviš juli" i "Ipak poželim neko pismo" u kojima su ih pratili simfonijski orkestar i zbor. Bitanga i princeza srušila je sva tiražne rekorde i bila uvod u spektakularnu turneju sa simfonijskim orkestarom i zborom.

## 1980. – 1987.
Tijekom 1980. godine novi je val temeljito uzdrmao jugoslavensku rock scenu. Bregovićev je odgovor na omladinsku revoluciju iz garaže bila ploča Doživjeti stotu. Ne samo da u pjesmama "Ha ha ha" i "Tramvaj kreće" Bregović prvi put postaje politički angažiran, nego do neprepoznatljivosti mijenja aranžmane starih pjesmama i nastoji zvučati modernije. Bebek brije svoje čuvene brkove, a čitav sastav krati kosu na "propisanu" punk dužinu. Turneja započinje u Sarajevu, a završava u zagrebačkom klubu Kulušić gdje snimaju drugi koncertni album. LP je pod nazivom 5. april 81 objavljen u ograničenom tiražu od 20 000 primjeraka. Početkom 1983. godine Bregović je uz Dugme i pjesnika Duška Trifunovića snimio ploču za djecu A milicija trenira strogoću Prvobitno je bilo zamišljeno da na njoj pjeva Seid Memić – Vajta, ali kako je on bio zauzet, tu ulogu je obavio dječak Ratimir Boršić – Rača. U veljači 1983. godine grupa je objavila album Uspavanka za Radmilu M. kojim se Bregović planirao oprostiti od publike i poslije turneje rasformirati grupu. Kao gost, na snimanju je sudjelovao Vlatko Stefanovski.
Politički angažman ne izostaje ni ovog puta. Opća situacija na Kosovu vrlo je loša, a Dugme snima "Kosovsku", pjesmu koju Bebek pjeva na albanskom. Uspavanka za Radmilu M. uključuje nekoliko klasičnih Bregovićevih poskočica, te seriju predivnih balada "Ako možeš zaboravi", "Ne plači", "U vrijeme otkazanih letova" i izvrstan instrumental u naslovnoj pjesmi. Planirano je bilo da koncert na beogradskom Sajmištu bude posljednji, ali je izuzetan odziv publike naveo Bregovića da odustane od prekida rada.  Bebek je međutim, snimio drugi solo album i definitivno napustio grupu.
Novi pjevač postao je mladi Sarajlija Mladen Vojičić – Tifa. Dugme je s Tifom provelo ljeto u Rovinju gdje su uvježbavali novi materijal, a album se pojavio u prosincu 1984. godine. Nazvan je jednostavno Bijelo dugme, a na omotu je objavljena reprodukcija "Kosovke devojke"  Uroša Predića. Ploča opet predstavlja folku sklonog Bregovića, a gosti su Orkestar narodnih instrumenata RTV Skoplje, Ladarice, ali i Bora Đorđević koji s Bregovićem i Tifom pjeva u "Pediculis pubis", te je koautor teksta. Laza Ristovski ponovo postaje punopravni član grupe. Bregović postaje ovisan o malim političkim provokacijama, pa snima obradu himne "Hej Slaveni". Preradio je i svoju staru pjesmu "Šta ću, nano, dragi mi je ljut" koju je svojevremeno snimila Bisera Veletanlić. Uz novi tekst i aranžman, pod nazivom "Lipe cvatu" postala je najveći hit s nove ploče. Izvrstan prijeme kod publike imale su i "Padaju zvijezde", "Lažeš", "Da te bogdo ne volim" i "Jer kad ostariš". Tijekom turneje Tifa napušta Dugme i odlazi na odsluženje vojnog roka. Novi pjevač postaje Alen Islamović koji je u međuvremenu napustio Divlje jagode, razočaran njihovim neuspjesima u Engleskoj.  Nova ploča trebala je biti najprovokativnija u diskografiji grupe, ali ne samo zbog naslova Pljuni i zapjevaj moja Jugoslavijo.
U intervjuu Petru Popoviću 1994. godine Bregović govori o tome kako je zamislio ovu ploču. Cijela ploča Pljuni i zapjevaj moja Jugoslavijo imala je taj neki mali koncept koji je trebalo da bude zaokružen, međutim, nije se mogao ostvariti. Bilo je zamišljeno da se pojave svi državni neprijatelji na jednom mjestu. Pisao sam "Ružica si bila" za Vicu Vukova, mislio sam da stavim na omot Miću Popovića, htio sam da pjeva Tempo. Ali, čim smo krenuli u kontakt s Vicom Vukovom, Udba je odmah počela da prati menadžera Raku; nakon sastanka s Vicom u Zagrebu njega su uhapsili na aerodromu u Sarajevu. Ja sam išao na sastanak s Mićom Popovićem, a onda me molio direktor Diskotona, pošto je on znao da me prate, da se ne upuštam u to. Niko nije htio da štampa ploću na kojoj pjeva Vice Vukov a na omotu ima Miću Popovića.
Na kraju se na omotu našla kineska propagandna slika koja prikazuje moderni revolucionarni ples. Ploču otvara snimka na kome partizan i narodni heroj Svetozar Vukmanović – Tempo u pratnji Gorana Bregovića i štićenika doma za napuštenu djecu Ljubica Ivezić iz Sarajeva, pjeva staru revolucionarnu temu "Padaj silo i nepravdo". Osim politički obojenih, tu se našao i instant hit "Hajdemo u planine" kao i balade "Noćas je k'o lubenica pun mjesec iznad Bosne", "Te noći kad umrem, kad odem, kad me ne bude", "Ružica si bila, sada više nisi". Iako su ove pjesme postigle veliki uspjeh kod široke publike, stariji fanovi sastava nisu bili nimalo zadovoljni glasovnim mogućnostima Alana Islamovića, te su zazivali povratak nikad prežaljenog Željka Bebeka. Dvostruki živi album Mramor, kamen i željezo, snimljen na turneji, pojavio se krajem 1987. godine. Naslovna pjesma obrada je starog hita zagrebačke grupe Roboti, a na ploči se našlo šesnaest pjesama koje daju uvid u biografiju grupe: od prvih singlova, do posljednjeg studijskog albuma. Poslije turneje grupu tiho napušta Vlado Pravdić i posvećuje se poslu s kompjuterima.

## Kraj i samostalna karijera
Krajem 1988. godine izašao je album Ćiribiribela s "Đurđevdanom" kao mega-hitom. Iskoristivši stih Đorđa Balaševića A ja nisam s onom koju volim i staru cigansku temu, Bregović je uz pratnju orkestra Fejata Sejdića, napravio pjesmu za sva vremena. Provokacija nisu izostale ni ovog puta, bile su smještena u spajanju himne "Lijepa naša" i pjesme "Tamo daleko". Publika u Hrvatskoj i Srbiji loše je primila ovaj spoj i žestoko zviždala tijekom njegovog izvođenja na koncertima. Ostatak albuma čine pjesme koje bi teško ušle na kompilaciju najboljih trideset: "Evo zakleću se", "Napile se ulice", "Ako ima boga", "Šta ima novo".
Početkom 1989. godine Bijelo dugme polazi na dvomjesečnu turneju, ali poslije koncerta u Derventi Alen Islamović mučen bolovima u bubrezima napušta grupu i odlazi kući u Bihać. Turneja se naglo prekida, otkazuju se koncerti u Kini i Sovjetskom Savezu, a Bregović odlazi u Pariz. Nitko tada nije pomislio da će do sljedećeg koncerta najpopularnije grupe ex Jugoslavije proći čak šesnaest godina.
Željko Bebek po izbijanju rata seli u Zagreb i nastavlja karijeru, Zoran Redžić odlazi u Finsku, a Mladen Vojičić – Tifa tek 1995. napušta Sarajevo i odlazi u Njemačku. Ipe Ivandić po izbijanju rata seli u Beograd gdje je tragično nastradao 1994. godine.
Bregović nastavlja iznimno uspješnu karijeru skladatelja filmske muzike koju je započeo radovima na filmovima Kuduz i Dom za vešanje. Tijekom devedesetih postaje jedan od najpoznatijih europskih etno skladatelja, potpisuje ugovor s velikom izdavačkom kućom Universal, te sa svojim Orkestrom za svadbe i sprovode nastupa u elitnim koncertnim dvoranama. U bazilici Saint Denis održava se festival nazvan Od Bacha do Bregovića gdje se premijerno izvodi njegov oratorij Moje je srce postalo tolerantno. Devedesetih godina prošlog stoljeća međutim, Bregovićevo srce nije bilo nimalo tolerantno prema ideji o ponovnom okupljanju Bijelog dugmeta. U mnogim je intervjuima decidirano odbijao svaku mogućnost da ikad više izađe na pozornicu kao rock gitarist. Dolazak novog milenija i gotovo svjetski uspjeh, samo ga je učvrstio u takvom stavu.
Nije stoga bilo puno onih koji su odmah bili spremni povjerovati u vijest objavljenu krajem veljače 2005. godine gdje se tvrdilo da se Bijelo dugme opet okuplja. Ipak, točnost ove vijesti brzo je potvrđena, te je pod sponzorstvom moćne Coca-Cole Bijelo dugme tijekom lipnja odsviralo oproštajne koncerte u Sarajevu, Zagrebu i Beogradu pred više od dvjesto tisuća gledatelja.

## Članovi grupe

### Vokali
- Željko Bebek – vokal, bas-gitara (studio) (1974. – 1984.)
- Mladen Vojičić Tifa – vokal (1984. – 1985.)
- Alen Islamović – vokal (1985. – 1989.)

### Gitaristi
- Goran Bregović – gitara (1974. – 1989.)

### Basisti
- Zoran Redžić – bas-gitara (1974. – 1975., 1977. – 1989.)
- Mustafa Kurtalić - bas-gitara (1975) (tour)
- Ljubiša Racić – bas-gitara (1975. – 1977.) (tour)
- Sanin Karić – bas-gitara (1977.) (tour)

### Klavijature
- Vlado Pravdić – klavijature (1974. – 1976., 1978. – 1987.)
- Laza Ristovski – klavijature (1976. – 1978., 1985. – 1989.)

### Bubnjevi
- Goran "Ipe" Ivandić – bubnjevi (1974. – 1976., 1977. – 1978., 1982. –  1989.)
- Điđi Jankelić – bubnjevi (1978. – 1982.)
- Milić Vukašinović – bubnjevi (1976.)

## Diskografija

### Studijski albumi
1. Kad bi' bio bijelo dugme, (Jugoton), 1974.
2. Šta bi dao da si na mom mjestu, (Jugoton), 1975.
3. Eto! Baš hoću!, (Jugoton), 1976.
4. Bitanga i princeza, (Jugoton), 1979.
5. Doživjeti stotu, Jugoton, 1980.
6. ...a milicija trenira strogoću!'' (i druge pjesmice za djecu), Jugoton, 1983.
7. Uspavanka za Radmilu M., Jugoton, 1983.
8. Bijelo dugme, Diskoton, 1984.
9. Pljuni i zapjevaj moja Jugoslavijo, Diskoton, 1986.
10. Ćiribiribela, Diskoton, 1988.

### Albumi uživo
1. Koncert kod hajdučke česme, Jugoton, 1977.
2. 5. april '81, Jugoton, 1981.
3. Mramor, kamen i željezo, Diskoton, 1987.
4. Turneja 2005, 2005.

### Kompilacije
1. Iz sve snage, Jugoton, 1976.
2. Singl ploče (1974-1975), Jugoton, 1982.
3. Singl ploče (1976-1980), Jugoton, 1982.
4. Sanjao sam noćas da te nemam Jugoton, 1984.
5. Velike rock balade – Jugoton, 1984.
6. Nakon svih ovih godina – Diskoton, 1990.
7. Ima neka tajna veza – PGP RTB/Komuna, 1994.
8. Rock & Roll: Najveći hitovi '74-'88 – Croatia Records 1994.
9. Najveći Hitovi Na Jednom Mestu – Hi-Fi centar 1997.
10. Balade – Hi-Fi centar 1998.
11. Prvih 6 studijskih albuma – Croatia Records, 2005.
12. The Ultimate Collection – Croatia Records, 2007.
13. Original Album Collection – Croatia Records 2013.
14. Ko ne poludi taj nije normalan!, Croatia Records, 2016.

### Singlovi
- ""Top" / "Ove ću noći naći blues" (Jugoton 1974.)
- "Glavni junak jedne knjige" / "Bila mama Kukunka bio tata Taranta" (Jugoton 1974.)
- "Glavni junak jedne knjige /Avanture malog Ju Ju" (Diskoton 1974.)
- "Da sam pekar" / "Selma" (Jugoton 1974.)
- "Da mi je znati koji joj je vrag" / "Blues za moju bivšu dragu" (Jugoton 1975.)
- "Ima neka tajna veza" / "I kad prođe sve, pjevat ću i tad" (Jugoton 1975.)
- "Ne gledaj me tako i ne ljubi me više" / "Sve ću da ti dam, samo da zaigram" (Jugoton 1975.)
- "Playing the part" / "Da sam pekar" (promotivno izdanje, Jugoton 1975.)
- "Džambo" / "Vatra" – Ipe Ivandić (Jugoton 1976.)
- "Milovan”" / "Goodbye America" – Ž. Bebek (Jugoton 1976.)
- "Tako ti je mala moja kad ljubi Bosanac" / "Ne spavaj mala moja muzika dok svira" (Jugoton 1976.)
- "Eto ! Baš hoću!" / "Došao sam da ti kažem da odlazim" (Jugoton 1976.)
- "Bitanga i princeza" / "Dede, bona, sjeti se, de tako ti svega" (Jugoton 1979.)
- "Pristao sam, biću sve sto hoće" / "Šta je tu je" (Jugoton 1979.)
- "Dobro vam jutro Petrović Petre" / "Na zadnjem sjedištu mog auta" (Jugoton 1980.)

## Vanjske poveznice

### Sestrinski projekti
|  | Zajednički poslužitelj ima još gradiva o temi Bijelo dugme |

### Mrežna sjedišta
- www.gitare.info – Bijelo dugme  Arhivirana inačica izvorne stranice od 5. ožujka 2016. (Wayback Machine) (životopis, fotografije, diskografija)
- Discogs.com – Bijelo dugme (diskografija)